# Invizimals: The Lost Tribes
Invizimals: The Lost Tribes est un jeu vidéo sorti en octobre 2011 sur PSP. C'est le troisième opus de la série de jeux vidéo Invizimals.

## Système de jeu
Le jeu propose de capturer des créatures en réalité augmentée avec à votre disposition, une Go!Cam et une carte PVC.

## Nouveautés
Le jeu propose plus de 60 nouvelles créatures et plus de 70 anciennes. Campbell et Kenichi sont de retour dans la dimension des invizimals (l'onde), ainsi que Jazmin devenu archéologue, Alex recherchant ce que Kenichi avait caché et un petit nouveau, le fils du prof Dawson.